# 342843 Davidbowie
342843 Davidbowie è un asteroide della fascia principale. Scoperto nel 2008, presenta un'orbita caratterizzata da un semiasse maggiore pari a 2,7502640 au e da un'eccentricità di 0,0885997, inclinata di 2,76541° rispetto all'eclittica.
L'asteroide è dedicato al cantautore britannico David Bowie.